# Trolltjärnen, Västmanland
Trolltjärnen är en sjö i Hällefors kommun i Västmanland och ingår i Göta älvs huvudavrinningsområde.